# Argotirto
Argotirto is een bestuurslaag in het regentschap Malang van de provincie Oost-Java, Indonesië. Argotirto telt 6572 inwoners (volkstelling 2010).